# Claude Schmitz
 (mai 2025).
Pour les articles homonymes, voir Schmitz.
Claude Schmitz est un réalisateur, metteur en scène et acteur belge né à Namur le 17 août 1979. Diplômé de l’INSAS, il vit et travaille à Bruxelles. Il est artiste associé au Théâtre de Liège et à la Comédie de Caen. Il enseigne à l'INSAS. 
Ses spectacles ont été présentés à plusieurs reprises au Kunstenfestivaldesarts au Théâtre national de Belgique, à BOZAR, aux Halles de Schaerbeek, au Théâtre de La Balsamine, à La Filature, au Théâtre de Liège, au Festival de Salzbourg, au Théâtre des 13 vents, au Théâtre de l'Union, au Théâtre de l'Onde, au Théâtre de la Criée, à la Comédie de Caen, au CDN d'Orléans, MC2 Grenoble etc. Il réalise plusieurs films sélectionnés dans des festivals internationaux (Festival de Cannes à la Quinzaine des Cinéastes, Festival international du film de Rotterdam, Festival de Clermont Ferrand, FIDMarseille, IndieLisboa, Sao Paulo international film festival, Festival de Seville, Fantastic Fest etc.) dont Le Mali (en Afrique), Rien sauf l'été (Grand Prix Europe au Festival du cinéma de Brive 2017), Braquer Poitiers (Prix Jean Vigo 2019, Prix Cinéma SACD 2019), Lucie perd son cheval (grand prix au Brussels International Film Festival 2021, prix GNCR au FID Marseille 2022), L'autre Laurens est notamment sélectionné à la Quinzaine des cinéastes 2023 au Festival de Cannes et remporte le grand prix au Brussels International Film Festival 2023.

## Metteur en scène

### Théâtre

#### Mises en scène
- 2006-2009 : Amerika, Halles de Schaerbeek, Théâtre de Liège, La Filature.
- 2008 : The Inner Worlds (Le Souterrain - Le Château), Halles de Schaerbeek, Palais des beaux-arts de Bruxelles, Kunstenfestivaldesarts.
- 2010 : Mary Mother of Frankenstein, Théâtre national de Belgique, Kunstenfestivaldesarts, Festival de Salzbourg.
- 2011-2012 : Salon des Refusés (sans jury ni récompense), Théâtre de La Balsamine.
- 2013 : Melanie Daniels, Théâtre de La Balsamine, Kunstenfestivaldesarts.
- 2015-2018 : Darius, Stan et Gabriel contre le Monde Méchant, Halles de Schaerbeek, Théâtre de Liège, Théâtre de l'Union, Théâtre des 13 vents, Théâtre de L'Onde.
- 2020-2023 : Un Royaume, Théatre de Liège, Théâtre de la Criée, Festival Actoral, Halles de Schaerbeek, Mars, CDN d'Orléans, TPR.
- 2024 : Le Garage Inventé, Théâtre de Liège, Théâtre National, CDN de Caen, MC2 Grenoble, TPR

## Filmographie

### Cinéma

#### Moyen métrages
- 2016 : Le Mali (en Afrique)
- 2017 : Rien sauf l'été

#### Longs métrages
- 2019 : Braquer Poitiers
- 2023 : Lucie perd son cheval
- 2023 : L'Autre Laurens
- 2025 : Sainte-Marie-aux-Mines

## Distinctions
- Rencontres internationales du moyen métrage de Brive 2016 : Prix Format Court pour Le Mali (en Afrique)
- Rencontres internationales du moyen métrage de Brive 2017 : Grand Prix Europe pour Rien sauf l'été
- Prix Jean Vigo 2019 pour Braquer Poitiers
- Prix SACD 2019 pour Braquer Poitiers
- Festival international du film de Marseille (FID) 2018 : Prix du public pour Braquer Poitiers
- Festival international de cinéma de Valdivia 2018 : Prix spécial du jury pour Braquer Poitiers
- Festival international de Clermont-Ferrand 2019 : Prix égalité et diversité pour Braquer Poitiers
- Champs-Élysées film festival 2019 : Prix du jury pour Braquer Poitiers
- Festival international du film de Marseille (FID) 2022 : Prix GNCR pour Lucie perd son cheval
- Brussels international film festival 2021 : Grand prix national pour Lucie perd son cheval
- Brussels international film festival 2023 : Grand prix national, prix du meilleur acteur, prix de la meilleure photographie pour L'autre Laurens

## Publications
- Dick Tomasovic, L'alliance sauvage - Claude Schmitz, théâtre et cinéma,  Les éditions du Caïd / Les Cahiers du XX Août, 2022